# Ligue des Tessinois
Pour les articles homonymes, voir Ligue.
 (mars 2009).
Si vous disposez d'ouvrages ou d'articles de référence ou si vous connaissez des sites web de qualité traitant du thème abordé ici, merci de compléter l'article en donnant les références utiles à sa vérifiabilité et en les liant à la section « Notes et références ».
La Ligue des Tessinois (en italien : Lega dei Ticinesi), également appelée La Lega en français, est un parti politique suisse, actif uniquement dans le canton du Tessin.

## Historique
Créée en janvier 1991 par Giuliano Bignasca et Flavio Maspoli est implantée dans le canton italophone du Tessin, la Lega bâtit ses succès sur la dénonciation de la « partitocratie » et du « clientélisme » des partis traditionnels, emboîtant le pas à la Ligue du Nord d'Umberto Bossi qui lui sert de modèle. Toutefois, contrairement à son homologue italienne, la Ligue du Nord, elle n'est pas un parti sécessionniste. Fidèle à une stratégie populiste, ce mouvement protestataire prétend représenter à lui seul la voix du peuple face aux « compromissions » du monde politique tessinois.
Sans véritable programme, le parti cultive une rhétorique anti-establishment où s'entrechoquent des revendications telles que « débureaucratisation » de l'administration, aide accrue aux couches défavorisées de la population ou réduction des impôts.
Réaction régionaliste à la marginalisation du Tessin[réf. nécessaire] et réponse à la crise économique qui ravage le canton[réf. nécessaire], la Lega connaît son apogée lors des élections fédérales de 1991, avec l'élection de 3 parlementaires, et des élections cantonales d'avril 1995, avec l'entrée d'un des leurs, Marco Borradori, au Conseil d'État tessinois. Il a été réélu en 1999, 2003 et 2007. Le parti a vu s'afficher des mots d'ordre xénophobes (« Le Tessin aux Tessinois » ou « Les Arabes chez eux ») ainsi que des coups d'éclat de son excentrique président à vie Giuliano Bignasca. Toutefois, après avoir connu un déclin relatif au début des années 2000, les scores de la Ligue sont remontés aux élections cantonales et fédérales de 2007, Marco Borradori obtenant même le meilleur score des candidats au gouvernement cantonal.
En 2007, le cofondateur de la Lega Flavio Maspoli souffre de problèmes respiratoires et cardiaques récurrents qui l'obligent à être hospitalisé plusieurs fois. Le 11 juin 2007, son état s'aggrave soudainement et il meurt le jour même à l'hôpital de Lugano.
Le parti compte un conseiller national pour la 48e législature de l'Assemblée fédérale suisse (2007-2011) : Attilio Bignasca.
En 2011, il devient le premier parti du Tessin avec 30 % des voix et remporte deux sièges du conseil d'état (sur 5), Marco Borradori et Norman Gobbi.
Le 7 mars 2013, le fondateur et Président à vie du parti, Giuliano Bignasca, meurt. Il est remplacé par son frère, l'ancien conseiller national Attilio Bignasca.
En juin 2021, la Ligue se donne une présidence à quatre (portant le titre de coordinateurs), composée de Boris Bignasca (fils de Giuliano), Michele Foletti (syndic de Lugano depuis la mort de Marco Borradori), Roberta Pantani (ancienne conseillère nationale) et Norman Gobbi.

## Thématiques défendues
Fermement opposée à l'adhésion à l'Union européenne, elle est proche politiquement de l'Union démocratique du centre et des autres petits partis de la droite suisse (Démocrates suisses et Parti des automobilistes).

## Résultats électoraux

### Élections au Conseil des États
- 1991-1995 : Giorgio Morniroli

Aucun élu depuis 1995.

### Élections au Conseil national[15]
| Date | Sièges  | Sièges | Sièges                             | Suffrages | Suffrages |
| Date | Obtenus | +/−    | Noms                               | %         | +/−       |
| ---- | ------- | ------ | ---------------------------------- | --------- | --------- |
| 1991 | 2       |        | Flavio Maspoli Marco Borradori     | 1,4       |           |
| 1995 | 1       | −1     | Flavio Maspoli                     | 0,9       | −0,5      |
| 1999 | 2       | +1     | Giuliano Bignasca Flavio Maspoli   | 0,9       | ±0        |
| 2003 | 1       | −1     | Attilio Bignasca                   | 0,4       | −0,5      |
| 2007 | 1       | ±0     | Attilio Bignasca puis Norman Gobbi | 0,6       | +0,2      |
| 2011 | 2       | +1     | Lorenzo Quadri Roberta Pantani     | 0,8       | +0,2      |
| 2015 | 2       | ±0     | Lorenzo Quadri Roberta Pantani     | 1,0       | +0,2      |
| 2019 | 1       | -1     | Lorenzo Quadri                     | 0,8       | -0,2      |

### Élections au Grand Conseil du Tessin
| Date | Sièges  | Sièges | Suffrages | Suffrages | Suffrages | Rang |
| Date | Obtenus | +/−    | Obtenus   | %         | +/−       | Rang |
| ---- | ------- | ------ | --------- | --------- | --------- | ---- |
| 1999 | 16      | ±0     | 2 456 300 | 18,23     |           | 3e   |
| 2003 | 11      | −5     | 1 483 945 | 11,74     | −6,49     | 4e   |
| 2007 | 15      | +4     | 3 129 270 | 16,19     | +4,45     | 4e   |
| 2011 | 21      | +6     | 4 402 455 | 22,84     | +6,65     | 2e   |
| 2015 | 22      | +1     | 5 002 375 | 24,24     | +1,40     | 2e   |
| 2019 | 18      | -4     | 3 861 342 | 19,87     | -4,37     | 2e   |

### Élections au Conseil d'État du canton du Tessin
- 1991-1995 : pas d'élu
- 1995-1999 : Marco Borradori
- 1999-2003 : Marco Borradori
- 2003-2007 : Marco Borradori
- 2007-2011 : Marco Borradori
- 2011-2015 : Marco Borradori (puis en 2013 Michele Barra et finalement toujours en 2013 Claudio Zali) et Norman Gobbi
- 2015-2019 : Norman Gobbi et Claudio Zali
- 2019-2023 : Norman Gobbi et Claudio Zali

## Personnalités
- Michele Barra (1952-2013), conseiller d'État du Tessin en 2013.
- Attilio Bignasca (1943-2020), conseiller national de 2003 à 2009.
- Giuliano Bignasca (1945-2013), président-fondateur de la Ligue des Tessinois, conseiller national en 1995 puis de 1999 à 2003.
- Marco Borradori (1959-2021), conseiller national de 1991 à 1995, conseiller d'État du Tessin de 1995 à 2013 et maire de Lugano depuis 2013.
- Norman Gobbi (1977-), député au Grand Conseil du canton du Tessin de 1999 à 2010, conseiller national de 2010 à 2011 et conseiller d'État du Tessin depuis 2011.
- Flavio Maspoli (1950-2007), conseiller national de 1991 à 2003 et député au Grand Conseil du canton du Tessin de 1991 à 2003.
- Giorgio Morniroli (1936-2017), conseiller aux États de 1991 à 1995.
- Roberta Pantani (1965-), conseillère nationale de 2011 à 2019.
- Lorenzo Quadri (1974-), député au Grand Conseil du canton du Tessin de 2003 à 2011 et conseiller national depuis 2011.
- Claudio Zali (1961-), conseiller d'État du Tessin depuis 2013.